# Chile en los Juegos Olímpicos de Roma 1960
La participación de Chile en los Juegos Olímpicos de Roma 1960 celebrada en Roma, Italia, fue la décima actuación olímpica de ese país y la quinta oficialmente organizada por el Comité Olímpico de Chile (COCh). La delegación chilena estuvo compuesta de 9 deportistas —8 hombres y 1 mujer— que compitieron en 8 eventos en 3 deportes. La abanderada fue Marlene Ahrens.

## Desempeño

### Atletismo
5,000 metros masculino
| Deportista    | Edad | Evento                 | Posición   |
| ------------- | ---- | ---------------------- | ---------- |
| José Aceituno | 23   | 5,000 metros masculino | AC h1 r1/2 |

Maratón masculino
| Deportista | Edad | Evento            | Posición |
| ---------- | ---- | ----------------- | -------- |
| Juan Silva | 30   | Maratón masculino | 30°      |

Decatlón masculino
| Deportista       | Edad | Evento             | Posición |
| ---------------- | ---- | ------------------ | -------- |
| Juris Laipenieks | 20   | Decatlón masculino | 19°      |

Lanzamiento de jabalina femenino
| Deportista     | Edad | Evento                           | Posición |
| -------------- | ---- | -------------------------------- | -------- |
| Marlene Ahrens | 27   | Lanzamiento de jabalina femenino | 12°      |

### Boxeo
Peso pluma (-57 kg) masculino
| Deportista | Edad | Evento                        | Posición |
| ---------- | ---- | ----------------------------- | -------- |
| Juan Díaz  | 25   | Peso pluma (-57 kg) masculino | 9°       |

Peso Wélter (-67kg) masculino
| Deportista      | Edad | Evento                        | Posición |
| --------------- | ---- | ----------------------------- | -------- |
| Alfredo Cornejo | 27   | Peso Wélter (-67kg) masculino | 17°      |

Peso mediano ligero (-71kg) masculino
| Deportista   | Edad | Evento                                | Posición |
| ------------ | ---- | ------------------------------------- | -------- |
| Carlos Lucas | 30   | Peso mediano ligero (-71kg) masculino | 9°       |

### Tiro
Foso olímpico masculino
| Deportista        | Edad | Evento                  | Posición |
| ----------------- | ---- | ----------------------- | -------- |
| Juan Enrique Lira | 32   | Foso olímpico masculino | 17°      |
| Gilberto Navarro  | 31   | Foso olímpico masculino | 26°      |